# Nacimiento (Almería)
Nacimiento es un municipio español de la provincia de Almería, Andalucía. En el año 2017 contaba con 475 habitantes. Su extensión superficial es de 81 km² y tiene una densidad de 5,58 hab/km². Se encuentra situado a una altitud de 610 metros y a 52 kilómetros de la capital de provincia, Almería.

## Geografía física
Su término municipal limita con la provincia de Granada, al norte, y la comarca de la Alpujarra Almeriense, al sur.
Su clima es muy similar al resto de la provincia aunque su índice pluviométrico es ligeramente superior.

### Riesgos naturales
El municipio de Nacimiento todavía no cuenta con un PTEL que cumpla con la Ley 5/2010 sobre autonomía local.

## Naturaleza

### Zonas protegidas
Ubicado en la ladera norte de Sierra Nevada, el término municipal de Nacimiento cubre parte tanto del Parque Natural de Sierra Nevada; como del Parque Nacional de Sierra Nevada, ocupando este último un 4,04% del total municipal.

## Historia
La población de Nacimiento es atravesada por un río del mismo nombre que se une al río Andarax en la localidad de Alhabia. Su historia va ligada a los avatares propios sufridos por la Alpujarra y Níjar. Nacimiento conoció su mayor esplendor durante el siglo XIX y principios del XX gracias a la popularidad que alcanzó la uva de mesa almeriense. Esta bonanza en el cultivo del viñedo fomentó un crecimiento considerable cuya máxima expresión fueron sus numerosos cortijos necesarios para la realización de las faenas propias del cultivo de la vid.

## Geografía humana

### Organización territorial
Además de la cabecera municipal, Nacimiento cuenta también con varias entidades de población según el nomenclátor publicado por el Instituto Nacional de Estadística: Gilma, La Estación, Los Navarros, Los Piletas, Los Rojas y Los Sanchos, aunque antaño también existían los de Gilma el Viejo y Rambla Encira.

### Demografía
Cuenta con una población de 501 habitantes (INE 2024).
| Gráfica de evolución demográfica de Nacimiento entre 1842 y 2021                                                      |
| |
| Población de derecho según los censos de población del INE. Población de hecho según los censos de población del INE. |

### Economía
Con la decadencia de la uva de mesa almeriense, se produjo un cambio en el principal cultivo de Nacimiento, diversificándose así el sector primario del municipio. En la actualidad la agricultura sigue siendo el motor de esta localidad, en el apartado de herbáceos cabe destacar las plantaciones de cereales, concretamente la cebada. El almendro y el olivo son sus principales cultivos leñosos, estos árboles en especial el almendro hacen de Nacimiento una bonita postal en el tiempo de su floración. Destaca en el apartado de industria la reciente apertura de una planta de conservas en su término municipal. La problemática de esta localidad es similar a otras pequeñas poblaciones, donde la falta de oportunidades para los jóvenes y la lejanía de servicios y centros de ocio hacen de estos pequeños municipios candidatos perfectos a la desaparición. Sin lugar a dudas, la envejecida población de Nacimiento necesita un impulso. El incomparable marco en el que se encuentra dicha población es propicio para la explotación del incipiente turismo rural, aunque no se han comenzado aún actuaciones en este sentido.

## Símbolos
Nacimiento recibió permiso de la Junta de Andalucía para utilizar oficialmente el escudo y bandera que se utilizan a día de hoy el 26 de junio de 2009.

### Escudo
Su descripción heráldica es la siguiente:

Escudo español; de oro, dos montes de sinople con sus cumbres de plata, surmontados por olivo con tronco de gules y copa de sinople, cargada ésta con un vuelo de plata, rasaltado de espada altade oro. Punta de azur con dos fajas de plata. Al timbre, corona de marqués.

### Bandera
La enseña del municipio tiene la siguiente descripción:

Rectangular de proporciones 3:2 (largo por ancho); dividido en dos mitades de igual tamaño por una diagonal que va desde el  punto inferior del asta, al punto superior del batiente; la superficie superior amarilla y la inferior roja. Al centro, el escudo municipal.

## Servicios públicos

### Educación
El municipio cuenta con un colegio público propio, el CPR Tres Villas-Nacimiento, compartido con Las Tres Villas ofrece enseñanza primaria, debiendo los alumnos desplazarse luego hasta el IES Sierra Nevada, en Fiñana, para continuar con su educación obligatoria.

### Sanidad
El municipio cuenta con un consultorio, dependiente del Hospital Universitario Torrecárdenas, que da servicio de lunes a viernes.

## Política
| Mandato   | Nombre del alcalde     | Partido político                                     |
| --------- | ---------------------- | ---------------------------------------------------- |
| 1979-1983 | José Díaz Martínez     | UCD                                                  |
| 1983-1987 | José Díaz Martínez     | AP                                                   |
| 1987-1991 | José Díaz Martínez     | AP                                                   |
| 1991-1995 | Miguel Ibáñez Herrada  | Agrupación de Electores Independientes de Nacimiento |
| 1995-1999 | Basilia Ibáñez Alba    | PSOE                                                 |
| 1999-2003 | Basilia Ibáñez Alba    | PSOE                                                 |
| 2003-2007 | Basilia Ibáñez Alba    | PSOE                                                 |
| 2007-2011 | Basilia Ibáñez Alba    | PSOE                                                 |
| 2011-2015 | José Valverde Pelayo   | PSOE                                                 |
| 2015-2019 | Herminia Uroz Iglesias | PSOE                                                 |
| 2019-2023 | Herminia Uroz Iglesias | PSOE                                                 |
| 2015-2019 | Herminia Uroz Iglesias | PSOE                                                 |

## Cultura
- Iglesia de Nuestra Señora De Las Angustias, de estilo barroco que data del siglo XVIII.
- Capilla de la Cruz de Mayo. Siglo XVIII.
- Purgatorio de las Ánimas Benditas.
- Abrigos del Peñón de la Virgen.

### Patrimonio cultural inmaterial
- San Miguel Arcángel, el 29 de septiembre.
- Fiestas de Verano, la primera semana de agosto.
- Fiesta de los Tarascos, el Sábado de Gloria.
- Fiesta de San Antón.

### Gastronomía
Como en el resto de la provincia, existe la posibilidad de degustar gran número y variedad de tapas por un módico precio. También cabe destacar su excelente carne y embutidos elaborados de forma tradicional.
No sería lógico pasar por alto su repostería, herencia directa de la época árabe, permitiendo al visitante disfrutar de dulces como los roscos, soplillos, buñuelos, migas y un largo etcétera.